# Монополистическая конкуренция
Монополистическая конкуренция — тип рыночной структуры несовершенной конкуренции, где обладающие рыночной властью продавцы дифференцированного продукта конкурируют за объём продаж. Это распространённый тип рынка, наиболее близкий к совершенной конкуренции.
Монополистическая конкуренция является не только наиболее распространённой, но и наиболее трудно изучаемой формой отраслевых структур. Для подобной отрасли не может быть построено точной абстрактной модели, как это можно сделать в случаях чистой монополии и совершенной конкуренции. Многое здесь зависит от конкретных параметров рынка. 

## Определение
Основы теории монополистической конкуренции заложил Эдвард Чемберлин в изданной в 1933 году книге «Теория монополистической конкуренции». Одновременно вышла книга Джоан Робинсон «Экономическая теория несовершенной конкуренции». До этого момента экономисты рассматривали две структуры рынка: совершенную конкуренцию и монополию. Вторая революция в изучении монополитической конкуренции произошла в 1977 году, когда вышла статья Авинаша Диксита и Джозефа Стиглица, в которой была предложена модель, впоследствии получившая название Модели Диксита — Стиглица — Кругмана.
Монополистическая конкуренция характеризуется тем, что каждая фирма в условиях дифференциации продукции обладает некоторой рыночной властью над своим товаром: она может повышать или же понижать цену на него вне зависимости от действий конкурентов. Однако эта власть ограничивается как наличием достаточно большого количества производителей аналогичных товаров, так и значительной свободой входа в отрасль других фирм. Например, «фанаты» кроссовок фирмы «Reebok» готовы заплатить за её продукцию большую цену, чем за товары других фирм, однако если разница в ценах окажется слишком значительной, покупатель всегда найдет на рынке аналоги менее известных фирм по более низкой цене. То же относится к продукции косметической промышленности, производству одежды, обуви и т. д.

## Свойства рынка
Рынок с монополистической конкуренцией характеризуется следующими свойствами:
- Рынок состоит из большого числа независимых фирм и покупателей, но не большего, чем при совершенной конкуренции.
- Невысокие барьеры для вступления в отрасль. Это не означает, что открыть монополистическую конкурентную фирму легко. Такие сложности, как проблемы с оформлением регистраций, патентов и лицензий имеют место.
- Чтобы выжить на рынке в долгосрочном периоде, монополистической конкурентной фирме необходимо производить разнородную, дифференцированную продукцию, отличающуюся от той, которую предлагают фирмы-конкуренты. Дифференциация может быть горизонтальной либо вертикальной (описано ниже). Причем продукты могут отличаться один от другого по одному или ряду свойств (например, по химическому составу);
- Совершенная информированность продавцов и покупателей об условиях рынка;
- Преимущественно неценовая конкуренция, крайне незначительно может влиять на общий уровень цен. Рекламирование продукции важно для развития.

## Дифференциация продукции
Дифференциация продукции — ключевая характеристика данной рыночной структуры. Она предполагает наличие в отрасли группы продавцов (производителей), выпускающих близкие, но не однородные по своим характеристикам товары, то есть товары, не являющиеся совершенными заменителями.
Дифференциация продукции может быть основана на:
- физических характеристиках товара;
- месторасположении;
- «мнимых» различиях, связанных с упаковкой, торговой маркой, имиджем фирмы, рекламированием.

Кроме того, иногда делят дифференциацию на горизонтальную и вертикальную:
- вертикальная основана на делении товаров по качеству или какому другому схожему критерию, условно на «плохие» и «хорошие»(выбор телевизора — «Темп» или «Panasonic»);
- горизонтальная предполагает, что при примерно равных ценах покупатель делит товары не на плохие-хорошие, а на соответствующие и не соответствующие его вкусу (выбор автомобиля — Volvo или Alfa-Romeo).

Создавая свой собственный вариант продукта, каждая фирма приобретает как бы ограниченную монополию. Существует только один производитель бутербродов Биг Мак, только один производитель зубной пасты Аквафреш, только один издатель журнала Экономическая школа и т. д. Тем не менее, они все сталкиваются с конкуренцией со стороны компаний, предлагающих товары-заменители, то есть действуют в условиях монополистической конкуренции.
Дифференциация товаров создает возможность ограниченного влияния на рыночные цены, так как многие потребители сохраняют приверженность к конкретной марке и фирме даже при некотором повышении цен. Однако данное влияние будет относительно небольшим из-за схожести товаров конкурирующих фирм. Перекрестная эластичность по спросу между товарами монополистических конкурентов является достаточно высокой. Кривая спроса имеет небольшой отрицательный наклон (в отличие от горизонтальной кривой спроса при совершенной конкуренции) и также характеризуется высокой эластичностью спроса по цене.

## Равновесие фирмы монополистического конкурента

### В краткосрочном периоде
Монополистические конкуренты не обладают значительной монопольной властью, поэтому динамика спроса будет отличаться от спроса монополии. За счет того, что на рынке существует конкуренция, в случае повышения цены на продукцию первой фирмы потребители будут обращаться к другой, поэтому спрос на продукцию каждой из фирм будет эластичным. Уровень эластичности будет зависеть от степени дифференциации, которая является фактором привязки к продукции каждой из фирм. Оптимальный объём производства каждой фирмы определяется аналогично случаю чистой монополии.
Исходя из графика следует заметить, что цена определяется по кривой спроса. Наличие прибыли или убытков зависит от динамики средних издержек. Если кривая ATC проходит ниже Po, то фирма получает прибыль (заштрихованный прямоугольник). Если кривая ATC проходит выше, то это величина убытков. Если цена не превышает величину средних издержек, то фирма останавливает деятельность.

### В долгосрочном периоде
В долгосрочном периоде, как и в случае совершенной конкуренции наличие экономической прибыли будет приводить к притоку в отрасль новых фирм. В свою очередь предложение будет увеличиваться, равновесная цена уменьшаться, а величина прибыли сокращаться. В конечном итоге наступает ситуация, когда последняя вышедшая на рынок фирма не получает экономической прибыли. Единственной возможностью увеличить прибыль является увеличение дифференциации продукции. Однако в долгосрочном периоде, в случае отсутствия законодательных барьеров фирмы конкуренты будут иметь возможность скопировать те направления дифференциации, которые увеличивают прибыль. Поэтому предполагается, что фирмы будут находиться в относительно одинаковых условиях. Из-за того, что график спроса имеет наклон, равновесие цены и средних издержек будет достигнуто до того, как фирма сможет минимизировать издержки. Поэтому оптимальный объем монополистического конкурента окажется меньше объема совершенного конкурента. Такое равновесие позволяет прийти к выводу о том, что в долгосрочном периоде главной целью фирмы является достижение безубыточности.

## Монополистическая конкуренция и эффективность
Как и в случае с монополией, монополистический конкурент обладает монопольной властью, которая позволяет путём создания искусственного дефицита повышать цены на продукцию. Однако, в отличие от монополии, эта власть возникает не из-за барьеров, а из-за дифференциации. Монополистический конкурент не старается минимизировать издержки, и в связи с тем, что кривая средних издержек (AC) обозначает определенную технологию, это говорит о том, что фирма недоиспользует имеющиеся оборудование (то есть у неё имеются избыточные мощности). С точки зрения общества-это неэффективно, так как часть ресурсов не используется. В то же время наличие избыточных мощностей создает условия для дифференцирования. В результате потребители имеют возможность покупать разнообразные блага в соответствии со своим вкусом, поэтому обществу необходимо сопоставлять удовлетворение от разнообразия, с платой, заключающейся в менее эффективном использовании ресурсов. Чаще всего общество одобряет существование монополистической конкуренции.

### Рекомендуемая литература
- Робинсон Дж. Экономическая теория несовершенной конкуренции: Пер. с англ. / Вступ. ст. и общ. ред. И. М. Осадчей. — М.: Прогресс, 1986. — 471 с. — (Экономическая мысль Запада).
- Самуэльсон П. Монополистическая конкуренция - революция в теории = The Monopolistic Competition Revolution // Microeconomics: Selected Readings : Сборник. — Нью-Йорк, 1971.
- Чемберлин Э. Теория монополистической конкуренции (Реориентация теории стоимости) / пер. с англ. Э. Г. Лейкина и Л. Я. Розовского. — М.: Экономика, 1996. — 351 с. — (Серия «Экономическое наследие»). — ISBN 5-282-01828-8.